# Relações entre Bangladesh e Turquia
As relações entre Bangladesh e a Turquia são as relações bilaterais da República Popular de Bangladesh e da República da Turquia. Ambos os países são membros da Organização de Cooperação Islâmica. A Turquia tem uma embaixada em Daca e Bangladesh tem uma embaixada em Ancara e um consulado em Istambul.

## História

### Antigo

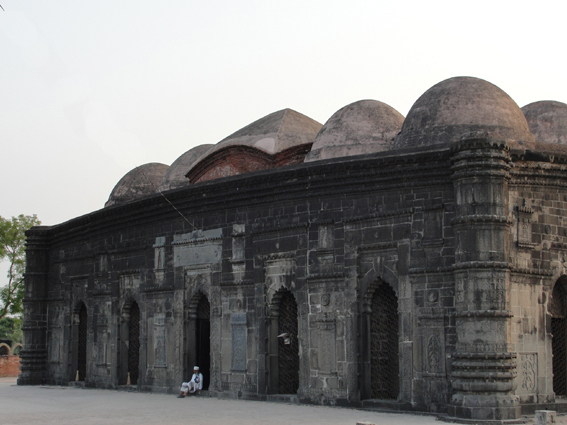
Mesquita Choto Shona construído durante o reinado de Alauddin Husain Shah

Os turcos são conhecidos por terem influenciado o sufismo em Bangladesh. Muitos turcos acompanharam Bakhtiyar Khalji durante sua conquista de Bengala e se estabeleceram lá permanentemente. Durante a dinastia Khaldjî, muitos turcos foram colocados em alta posição e a construção de uma forte sociedade muçulmana foi incentivada. Os turcos criaram muitas mesquitas, madrasas e khanqahs. Iwaz Khalji construiu fortes, rodovias e navios de viagem. Ele inova estrategicamente em métodos de controle de inundações. Shamsuddin Ilyas Shah é conhecido por ter unificado toda a Bengala em um sultanato em 1352. O domínio turco terminou em 1487 após a morte do último sultão da dinastia de Ilyas Shahi, Jalaluddin Fateh Shah. No entanto, muitos turcos continuaram a viver em Bengala e se fundiram com sua empresa.

### Moderno
Em 2016, a relação diplomática entre os dois países tornou-se mais complexa quando Bangladesh denunciou as demandas consecutivas da Turquia para libertar vários líderes do Jamaat-e-Islami de Bangladesh que foram condenados por crimes de guerra durante a Guerra de Libertação. Bangladesh pelo Tribunal Penal Internacional em Bangladesh e, finalmente, executado. Após a execução do líder do Jamaat, Motiur Rahman Nizami, a Turquia retirou seu embaixador em Bangladesh. No entanto, depois que Bangladesh condenou a tentativa de golpe para derrubar o governo Erdogan, as relações começaram a melhorar. Como resultado, Ancara enviou um novo embaixador a Daca. Após sua chegada, o novo embaixador turco disse:
Bangladesh ajudou a Turquia expressando apoio ao governo de Erdogan após tentativa frustrada de golpe.
O embaixador comentou que as relações entre os dois países tornaram-se normais. Ele também expressou a disposição da Turquia em ajudar Bangladesh a controlar a militância no país.
Durante a crise dos ruaingas, quando muçulmanos ruaingas (rohingyas) estavam sendo expulsos de Mianmar, a Turquia deu milhões de dólares ao governo de Bangladesh para ajudar os ruaingas a se estabelecer em Chatigão. Em setembro de 2017, a primeira-dama Emine Erdogan visitou e ajudou a fornecer socorro nos abrigos ruaingas e prometeu mais cooperação e assistência a Bangladexe.

## Visitas de estado
O ex-presidente de Bangladesh, Ziaur Rahman, se tornou o primeiro chefe de estado de Bangladesh a visitar Ancara. Em 1986, o então primeiro-ministro turco, Turgut Özal, visitou Bangladesh. O presidente turco Süleyman Demirel juntou-se a Nelson Mandela e Yasser Arafat nas celebrações do Jubileu de Prata da independência de Bangladesh em 1997. Em 1998, os dois países co-fundaram o Grupo dos 8 países em desenvolvimento. O presidente turco, Abdullah Gul, fez uma visita oficial a Daca em 2010. O primeiro-ministro turco Recep Tayyip Erdoğan fez uma visita a Daca em 2010. A primeira-ministra de Bangladesh, Sheikh Hasina, fez uma visita oficial a Ancara em 2012.

## Relações econômicas
Bangladesh e Turquia estão entre os principais parceiros comerciais de ambos. O comércio bilateral entre os dois países representa mais de um bilhão de dólares. Os itens exportados de Bangladesh para a Turquia foram dominados por produtos de vestuário . Desde 2012, Bangladesh e Turquia estão em negociações para a assinatura de um acordo de livre comércio, mas a assinatura do acordo foi interrompida devido a complicações relacionadas à candidatura da Turquia ao União Europeia, A indústria de construção naval do Bangladesh também foi identificada como um setor potencial para o investimento turco.
Bangladesh e Turquia assinaram um protocolo conjunto de comércio e investimento em 2012. A Comissão Econômica Conjunta de Bangladesh-Turquia realizou reuniões bienais para discutir maneiras de aumentar o comércio bilateral e os investimentos.

## Cooperação militar
Em 2013, a Turquia forneceu veículos blindados leves Otokar Cobra para o Exército de Bangladesh . Bangladesh assinou um acordo com a Turquia sobre treinamento militar, educação e cooperação conjunta entre as forças das duas nações em10 de O primeiro parâmetro é necessário, mas foi fornecido incorretamente! de 1981 em Daca. De acordo com este acordo, as Forças Especiais Navais Turcas treinaram as Forças Especiais da Marinha de Bangladesh em Mergulho e Resgate como parte do Special Warfare Diving and Salvage (SWADS).